# Río Suna

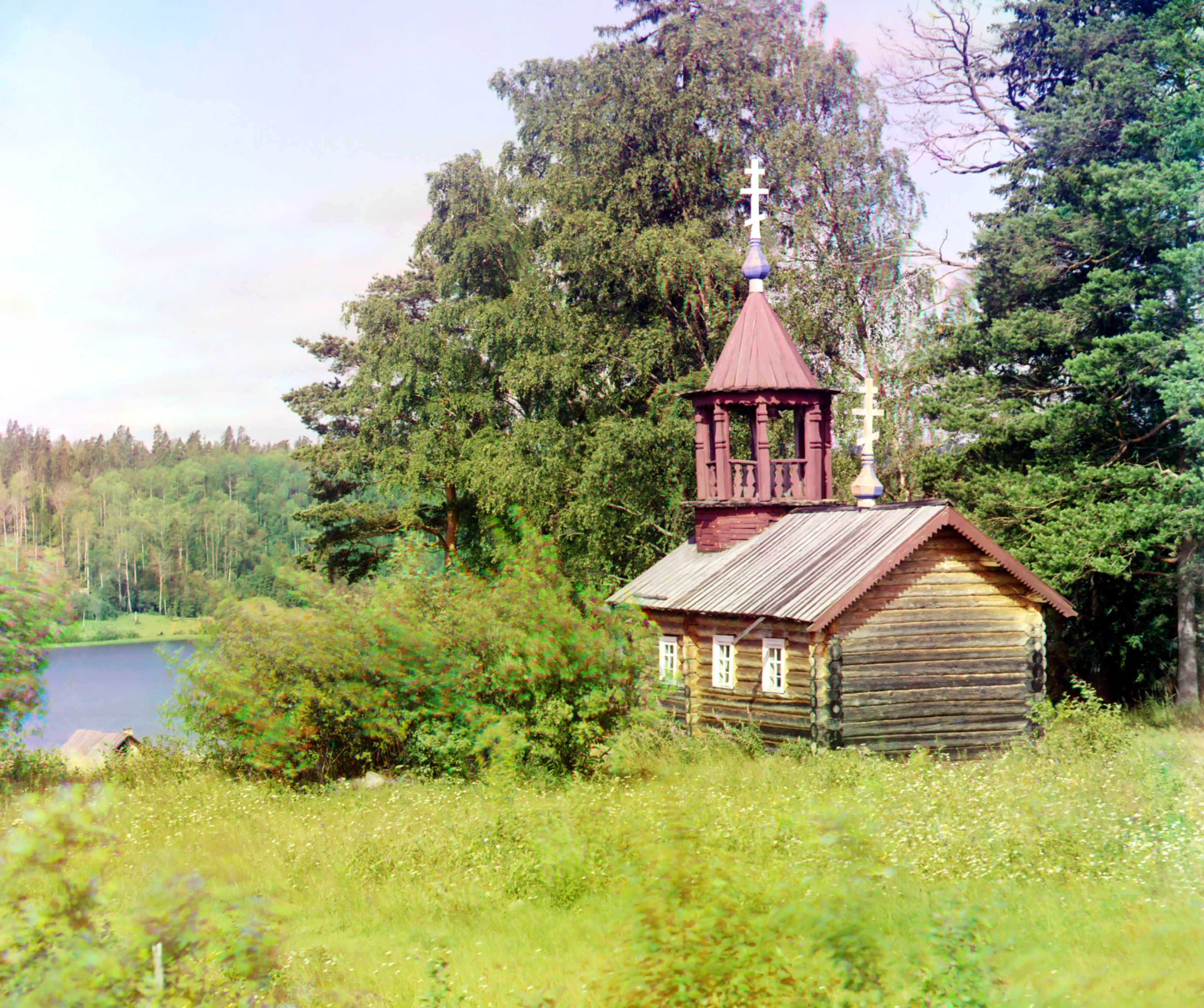
Una pequeña iglesia de tiempos de Pedro el Grande a orillas del Suna, cerca de las cascadas Kivach.

El río Suna (en finés: Suunujoki y en ruso: Суна)  es un río de la parte septentrional de la Rusia europea que discurre íntegramente por la república de Karelia. Tiene una longitud de 280 km y drena una cuenca de 7670 km². El Suna nace en el lago Kivijärvi y fluye a través de varios lagos (Roik-Navolotskaya, Gimolskoe, Sundozero, Pandozero y Koshtomozero) hasta desaguar  en el lago Onega, en la bahía de Kondopozhskaya. La ciudad más importante próxima al río es Petrozavodsk (con un población estimada en 2010 de 270.601 habitantes), localizada en la orilla izquierda del lago Onega, próxima a la desembocadura del cercano río Shuya. Es un popular destino de kayistas debido a las ás de 50 zonas de cascadas y rápidos en el río, siendo las más conocidas las cascadas Kivach  .
El río Shuya se congela de noviembre a enero y está bloqueado por el hielo hasta abril-primera quincena de mayo.
En el río se han construido varias centrales hidroeléctricas, siendo las más importantes Kondopoga y Paleozerskaya.